# 板倉勝弘
板倉 勝弘（いたくら かつのり）は、幕末から明治時代の大名、華族。位階は従五位下。

## 生涯
福島藩主・板倉勝俊の八男として、天保9年9月22日（1838年11月8日）に誕生した。
庭瀬藩主・板倉勝全の養子となり、安政5年2月19日（1858年4月2日）に勝全の隠居にともない跡を継いだ。慶応4年1月27日（1868年2月20日）から明治2年6月27日（1869年8月4日）の戊辰戦争では新政府側に与し、伊予松山藩攻めに参加した。明治2年6月17日（1869年7月25日）、版籍奉還で知藩事となる。明治4年7月14日（1871年8月29日）、廃藩置県によって知藩事を免官となった。その後、1884年（明治17年）7月8日、子爵を叙爵した。
1909年（明治42年）5月7日、72歳で死去した。

## 系譜
- 父：板倉勝俊（1788年 - 1841年）
- 母：杉山氏
- 養父：板倉勝全（1830年 - 1858年）
- 室：鉚 - 間部詮勝娘
- 生母不明の子女
  - 男子：板倉勝鏤 - 襲爵。妻は子爵板倉勝弼の娘[3]。子に板倉勝豪（勝鏤伯父の子爵板倉勝貞の養子となり襲爵）[4]、板倉勝彦（勝鏤の子爵を継ぐ）[5]
  - 男子：板倉勝義
  - 長女：益子 - 酒井忠弘妻、のち離縁。井出治と再婚[6]。